# Estación San Carlos de Bariloche
San Carlos de Bariloche es una estación de ferrocarril ubicada en la localidad del mismo nombre, Departamento Bariloche, Provincia de Río Negro, Argentina.

## Servicios
Por sus vías transitan formaciones de cargas y de pasajeros de la empresa Tren Patagónico S.A.. Es una de las terminales de los servicios de pasajeros del Tren Patagónico.